# Sympetrum sinaiticum
Sympetrum sinaiticum är en trollsländeart som beskrevs av Dumont 1977. Sympetrum sinaiticum ingår i släktet ängstrollsländor, och familjen segeltrollsländor. Inga underarter finns listade i Catalogue of Life.

## Bildgalleri

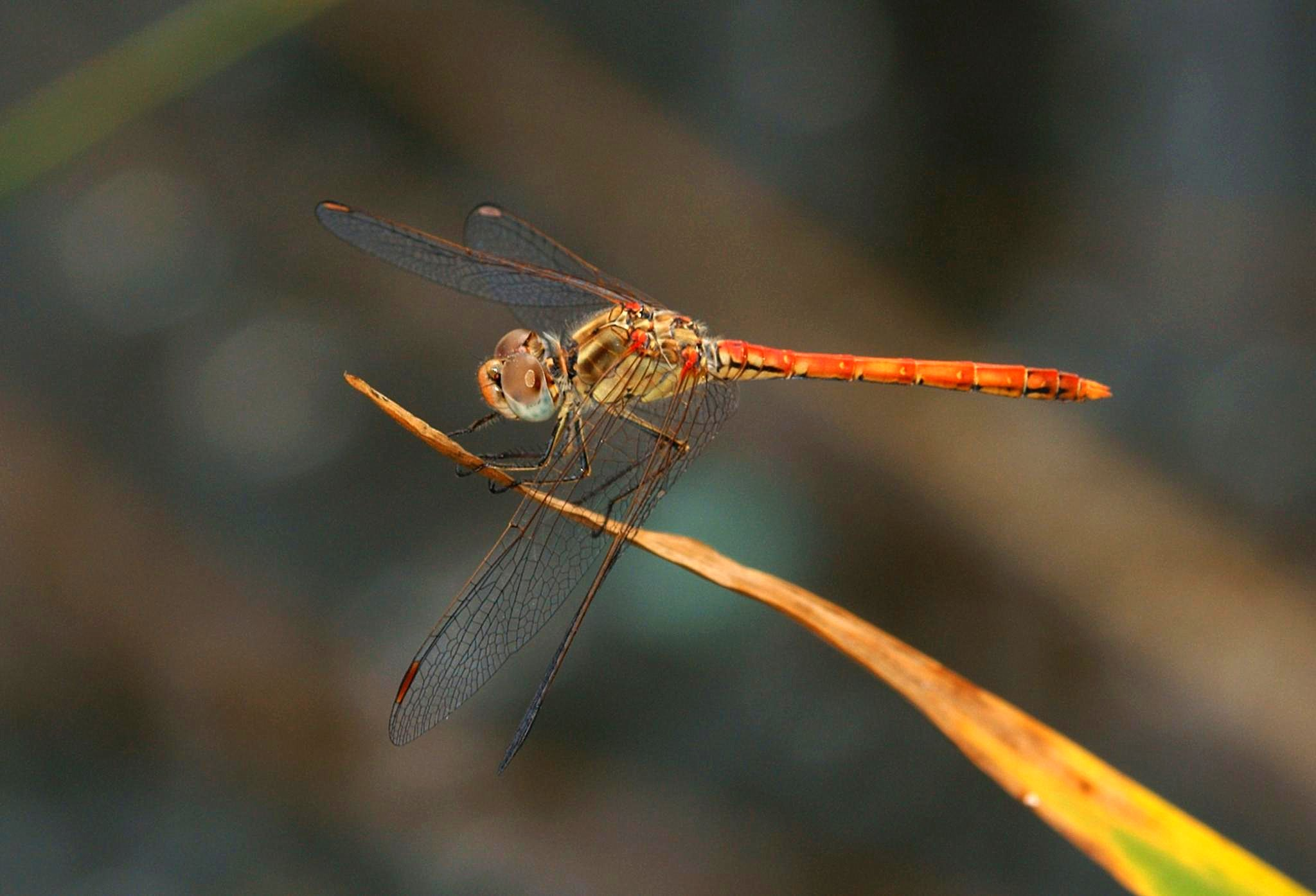